# Idaea elegantaria
Idaea elegantaria là một loài bướm đêm trong họ Geometridae.